# Sh2-246
Sh2-246 è una nebulosa a emissione visibile nella costellazione di Orione.
Si individua nella parte nordoccidentale della costellazione, a un terzo della distanza fra la brillante Aldebaran (α Tauri) e λ Orionis. La sua declinazione non è particolarmente settentrionale e ciò fa sì che essa possa essere osservata agevolmente da entrambi gli emisferi celesti, sebbene gli osservatori dell'emisfero boreale siano più avvantaggiati; il periodo in cui raggiunge la più alta elevazione sull'orizzonte è compreso fra i mesi di ottobre e febbraio.
Si tratta di una nebulosa posta in una regione periferica della Via Lattea, all'interno del Braccio Esterno e ad una latitudine galattica molto elevata; la sua distanza è stata stimata essere pari a circa 3700 parsec (circa 12000 anni luce) dal sistema solare. Otticamente non può essere individuata, trovandosi al di là di una nebulosa oscura catalogata come LDN 1562, situata a soli 180 parsec, alla stessa distanza della Nube del Toro; questa nube si sovrappone a Sh2-246, mascherandola quasi completamente. Secondo altri studi invece LDN 1562 e Sh2-246 sarebbero fisicamente legate e farebbero parte della stessa regione di formazione stellare; ciò comporterebbe inevitabilmente che la nebulosa si trovi non a 3700 parsec, ma a soli 180, dunque ben all'interno del Braccio di Orione. LDN 1562 è connessa a un'altra nube oscura situata poco più a nord e con cui costituisce un'unica entità, LDN 1563; assieme costituiscono una piccola regione di gas e polveri a bassa opacità (classe 5 su una scala da 1 a 5) in cui non sono presenti fenomeni di formazione stellare, né attualmente né in passato, come è testimoniato dall'assenza di sorgenti IRAS, (ossia sorgenti di radiazione infrarossa).